# マツオヒロミ
マツオ ヒロミ（1980年12月4日 - ）は、日本のイラストレーター。島根県・松江市出身。

## 人物
子供の頃から絵を描くのが好きで、永谷園のお茶漬けのおまけの竹久夢二のカードを集めていたという。幼少期に林静一、大和和紀、小山ゆう、いのまたむつみらの絵に強い影響を受け、イラストレーターという職業を意識するようになる。島根県立松江南高等学校卒業後、1999年より神戸に在住。大学は美術系ではなく総合大学の人文科学系に進んだものの、強い違和感を感じ、絵への強い思いからイラストの専門学校にも通うようになった。漫画家を目指していた時期もあったが、紆余曲折の末に諦め、2010年よりフリーのイラストレーターとして活動を始める。
2013年より岡山県に転居する。主に書籍の装画などのイラストを手掛けている。着物や近代建築が好きで、得意とするモチーフでもある。趣味は古い町並みを歩き回ること。アンティークショップに目がなく、古本屋が好きで、かつてアルバイトをしていた。大正ロマンや昭和モダンなどアンティークなテイストで数々の美人画を描く。イラストのラフスケッチはアナログで行うことが多く、愛用の筆記用具を使用している。自身にとって着物は魅力的なモチーフであり、今後も描き続けていきたいとしている。たくさんの資料を読む工夫をし、スケッチしながらアイデアを膨らませ、和装の表現をしている。

## 単行本
- 『百貨店ワルツ』（実業之日本社、2016年1月）ISBN 978-4-408-41433-1
- 『ILLUSTRATION MAKING & VISUAL BOOK マツオヒロミ』（翔泳社、2016年8月）ISBN 978-4-7981-4516-7 描き下ろし2作品、スケッチブック、インタビューなど収録。
- 『マガジンロンド』（実業之日本社、2022年12月）ISBN 978-4-408-64073-0
- 『万華鏡の庭』（玄光社、2023年3月）ISBN 978-4768317310

## 受賞
2023年：第52回（2023年度）日本漫画家協会賞萬画部門大賞を『マガジンロンド』で受賞。なお萬画部門は2023年より新設された部門である。

## 主な活動
- 2006年
  - フジテレビ昼ドラ「偽りの花園」主題歌CDジャケットイラスト
- 2009年
  - ピエブックス「ガールズグラフ」掲載 - 漫画テイストの女性をメインにしたイラストレーターカタログ
  - 株式会社エイチーム 携帯待受用コンテンツイラスト
  - 月刊MdN 2009年11月号メイキング掲載
- 2010年
  - 月刊MdN 2010年02月号「Photoshop Making Studio」掲載
  - 東京創元社「100人館の殺人」表紙)
  - 月刊MdN 2010年4月号　メイキング掲載
  - pixiv girls collection 2010 掲載
  - 東海テレビ「インディゴの夜」舞台用パンフレット イラスト担当
  - ホビージャパン「Dolly bird vol.14」表紙イラスト・本誌カット数点
  - ブラウザゲーム「戦国IXA」武将カードイラスト - 本願寺顕如・山中鹿介・黒田官兵衛
  - pixiv年鑑2010 掲載
  - 葉月ゆら「サロン・ド・シャノワール」(同人CD)イラスト担当
- 2011年
  - 東京創元社「雲上都市の大冒険」表紙
  - 東京創元社「蒼志馬博士の不可思議な犯罪」表紙
  - コミックアートフェスタ011　招待作家として作品展示
  - 東京創元社「おやすみなさい、ホームズさん」上下巻表紙
  - pixiv年鑑2011 掲載
  - 月刊MdN 2012年01月号 メイキング掲載
  - Quarterly pixiv vol.07 メイキング掲載
  - 道楽 6・10月号掲載
- 2012年
  - デジタル・イラスト MAKING BOOK 　メイキング掲載
  - 道楽 2月号掲載
  - 東京創元社　創元推理文庫「豪華客船エリス号の大冒険」表紙
  - 月刊MdN 2012年05月号　作品集印刷についての記事掲載
  - 月刊MdN 2012年06月号　作品集印刷についての記事掲載
  - ソニー・デジタルエンタテインメント「童謡あそび」表紙
- 2013年
  - 東京創元社「狼少女の帰還」(「ミステリーズ！ vol.58」掲載)扉絵
  - 東京創元社「ランタン灯る窓辺で」表紙
  - 早川書房「ハヤカワ文庫の100冊 2013」カット掲載
  - 月刊MdN 2013年01月号 カレンダー用イラスト担当
  - 月刊MdN 2013年06月号 メイキング掲載
  - 東京創元社「おめざめですか、アイリーン」表紙イラスト担当
  - 実業之日本社「【マンガ訳】太宰治」表紙
  - ソーテック社「ILLUSTRATION 2013」掲載
  - トレーディングカードゲーム「Last Chronicle」カードイラスト - 「魅入り岩の人魚」「戦雲の楽人」
- 2014年
  - 小学館「ジゼル 禁じられた踊り」(「きらら」連載)扉絵
  - 早川書房「しだれ桜恋心中」表紙)
  - 玄光社「同人マンガ 一気に目をひくカバーデザイン」作例掲載
  - 早川書房「シャーロック・ホームズの妻」(「ミステリマガジン 2014年7月号」掲載)扉絵
  - 翔泳社「ILLUSTRATION 2014」掲載
- 2015年
  - 小学館「ジゼル 禁じられた踊り」(「きらら」連載) 毎回扉絵担当
  - 金の星社「歴史に輝くなでしこ大図鑑」柳原白蓮イラスト担当
  - コミックマーケット88 紙袋(大)イラスト担当
  - 翔泳社「ILLUSTRATION 2016」掲載
  - 季刊エス 52号 インタビュー掲載
- 2016年
  - 小学館「ジゼル 禁じられた踊り」(「きらら」連載)扉絵担当
  - 実業之日本社「百貨店ワルツ」単行本出版
  - 河出文庫「アリス殺人事件」表紙イラスト担当
  - 翔泳社「ILLUSTRATION MAKING & VISUAL BOOK」画集出版
  - 実業之日本社「百貨店ワルツカレンダー2017」発売
  - COMITIA119 告知イラスト担当
  - 東京駅グランスタ・パンフレット「EKINAKA STYLE」イラスト掲載
  - 東京駅グランスタ・クリスマス館内装飾　メインビジュアル担当
  - 翔泳社「ILLUSTRATION 2017」掲載
- 2017年
  - 宝島社「カウントダウン」表紙イラスト担当
  - 実業之日本社「読まずに死ねない世界の名詩50編」表紙イラスト担当
  - イラストレーションNo.214 インタビュー掲載
  - 月刊MdN 2017年6月号 インタビュー掲載
  - 「命短し恋せよ乙女」～マツオヒロミ×大正恋愛事件簿～ - 弥生美術館展覧会にて新作を含む十数点の作品を展示
  - 「命みじかし恋せよ乙女 : 大正恋愛事件簿」表紙イラスト・イラスト担当
  - 季刊エス59号　表紙イラスト担当・インタビュー掲載
  - 日本橋三越「にほんばしきものまーち」 「百貨店ワルツ」コラボレート
- 2021年
  - 「Artiswitch」キャラクターデザイン原案[8]
- 2023年
  - 『ベル・リュエル 1er 銀ねこ通り』（実業之日本社、2023年11月、ISBN 978-4408641065）[9]